# Livjägare

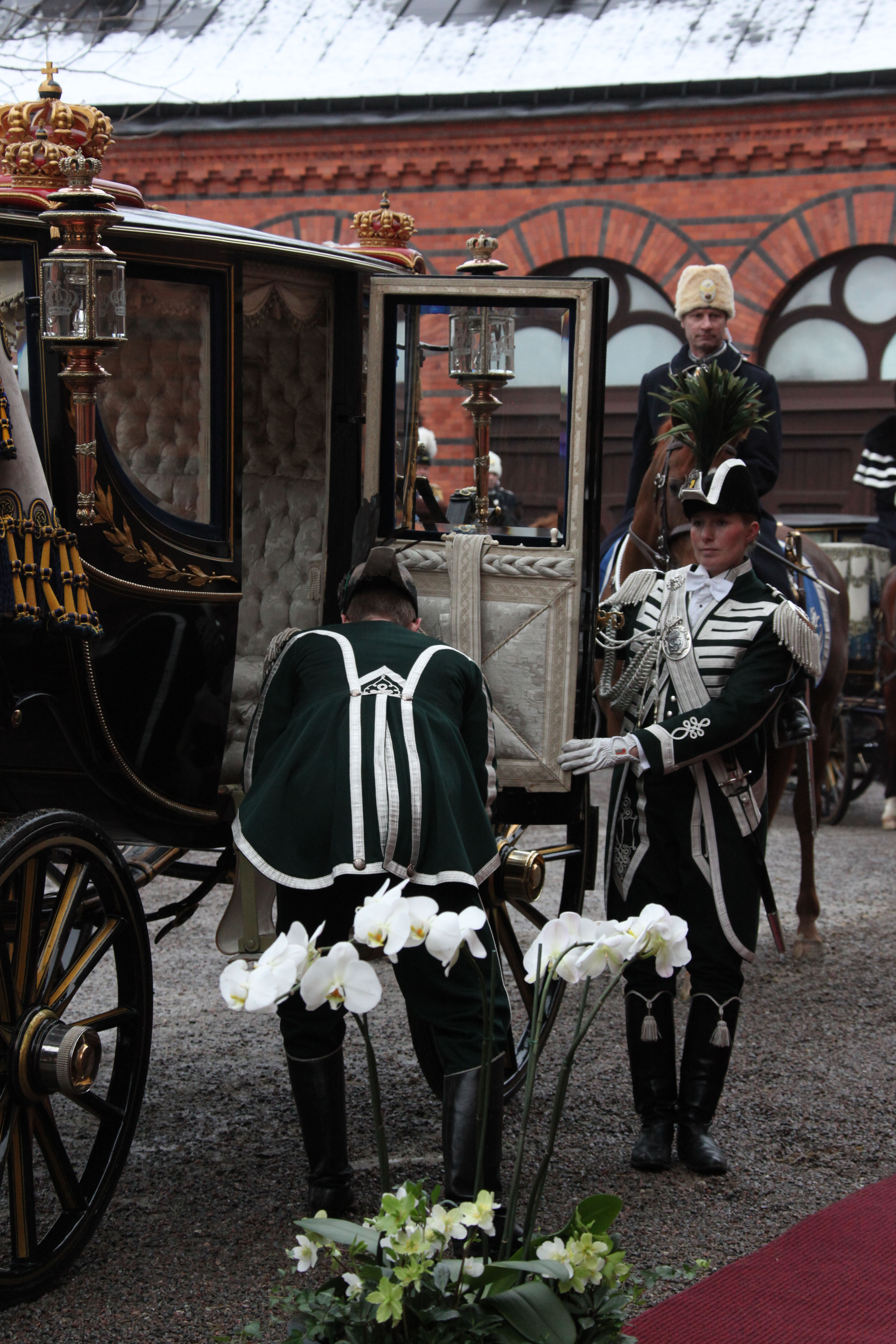
Två svenska livjägare i paradlivré.

Livjägare är en betjänt som tjänstgör hos en högt uppsatt person. Ursprungligen var livjägaren en yrkesjägare som biträdde sin husbonde vid jakt, skötte om hans vapen och skaffade vilt till hushållet. Livjägare har grönt livré – en påminnelse om titelns ursprungliga innebörd.

## Danmark
I Danmark är jägaren en hovfunktionär som uppvaktar regenten vid officiella arrangemang. Jägarens uniform är grön, och paraduniformen är dekorerad med bland annat jakthorn, hirschfängare, dolk och ett silverbantlär. Två jägare arbetsleder de lakejer vid det danska hovet som betjänar kungahuset i vardagen.

## Sverige
I Sverige utses livjägare bland lakejerna för att passa upp på medlemmar av kungahuset eller gästande dignitärer. Idag endast för kungen (som då benämns Konungens jägare) och gästande statschefer. 
Livjägaren passar upp vid middagsbordet och följer med vid resa i vagn. Livjägare har två livréer: ett paradlivré av grönt kläde med silvergaloner, stövlar, samt och bicorne med grön plym, och en civilfrack.
Även stats- och utrikesministrarna hade tidigare var sin livjägare.